# Grijze langstaartkoekoek
De grijze langstaartkoekoek (Cercococcyx mechowi) is een vogel uit de familie Cuculidae (koekoeken). De vogel is genoemd naar de Pruisische natuuronderzoeker Alexander von Mechow (1831-1890).

## Verspreiding en leefgebied
Deze soort komt voor van Sierra Leone tot Angola en Oeganda en telt twee ondersoorten:
- C. m. mechowi: van Sierra Leone tot oostelijk Nigeria.
- C. m. lemaireae: van westelijk Kameroen en noordwestelijk Angola tot Oeganda en noordwestelijk Tanzania

## Status
De grootte van de populatie is niet gekwantificeerd maar de soort wordt omschreven als schaars. Op de Rode lijst van de IUCN heeft deze soort de status niet bedreigd.